# Episodi di Make Room for Daddy (prima stagione)
La prima stagione della serie televisiva Make Room for Daddy (The Danny Thomas Show dalla quinta stagione) è andata in onda negli Stati Uniti dal 29 settembre 1953 al 20 aprile 1954 sulla ABC.
| nº | Titolo originale        | Prima TV USA      |
| -- | ----------------------- | ----------------- |
| 1  | Uncle Daddy             | 29 settembre 1953 |
| 2  | Party Dress             | 6 ottobre 1953    |
| 3  | Second Honeymoon        | 13 ottobre 1953   |
| 4  | Mother-in-Law           | 20 ottobre 1953   |
| 5  | Anniversary             | 27 ottobre 1953   |
| 6  | Margaret, Non-Pro       | 3 novembre 1953   |
| 7  | The Visiting Englishman | 10 novembre 1953  |
| 8  | The Sea Captain         | 17 novembre 1953  |
| 9  | Thanksgiving Story      | 24 novembre 1953  |
| 10 | Last Dollar             | 1º dicembre 1953  |
| 11 | Margaret's Job          | 8 dicembre 1953   |
| 12 | Wonderland              | 15 dicembre 1953  |
| 13 | Christmas               | 22 dicembre 1953  |
| 14 | Toledo                  | 29 dicembre 1953  |
| 15 | Margaret's Jealousy     | 5 gennaio 1954    |
| 16 | Terry for President     | 12 gennaio 1954   |
| 17 | True Blue Benny         | 19 gennaio 1954   |
| 18 | Rusty Runs Away         | 26 gennaio 1954   |
| 19 | The Professor           | 2 febbraio 1954   |
| 20 | Burlesque               | 9 febbraio 1954   |
| 21 | Black Eyes              | 16 febbraio 1954  |
| 22 | Margaret's Birthday     | 23 febbraio 1954  |
| 23 | The Matchmaker          | 2 marzo 1954      |
| 24 | Night Club              | 9 marzo 1954      |
| 25 | Terry's Career          | 25 marzo 1954     |
| 26 | School Festival         | 23 marzo 1954     |
| 27 | Rusty's Pal             | 30 marzo 1954     |
| 28 | Julia's Birthday        | 6 aprile 1954     |
| 29 | Pittsburgh              | 13 aprile 1954    |
| 30 | Danny's Vacation        | 20 aprile 1954    |

## Uncle Daddy
- Prima televisiva: 29 settembre 1953
- Diretto da:
- Scritto da:

### Trama
- Interpreti: Danny Thomas (Danny Williams), Rusty Hamer (Rusty Williams), Phil Arnold (Tailor), Ann Doran (Teacher), Jean Hagen (Margaret Williams), Sherry Jackson (Terry Williams), Frank Jenks (Frank the Writer), Ben Lessy (Benny Lessy), Horace McMahon (Horace)

## Party Dress
- Prima televisiva: 6 ottobre 1953
- Diretto da:
- Scritto da:

### Trama
- Interpreti: Jean Hagen (Margaret Williams), Rusty Hamer (Rusty Williams), Sherry Jackson (Terry Williams), Danny Thomas (Danny Williams)

## Second Honeymoon
- Prima televisiva: 13 ottobre 1953
- Diretto da:
- Scritto da:

### Trama
- Interpreti: Jean Hagen (Margaret Williams), Rusty Hamer (Rusty Williams), Sherry Jackson (Terry Williams), Danny Thomas (Danny Williams)

## Mother-in-Law
- Prima televisiva: 20 ottobre 1953
- Diretto da:
- Scritto da:

### Trama
- Interpreti: Jean Hagen (Margaret Williams), Rusty Hamer (Rusty Williams), Sherry Jackson (Terry Williams), Danny Thomas (Danny Williams)

## Anniversary
- Prima televisiva: 27 ottobre 1953
- Diretto da:
- Scritto da:

### Trama
- Interpreti: Jean Hagen (Margaret Williams), Rusty Hamer (Rusty Williams), Sherry Jackson (Terry Williams), Danny Thomas (Danny Williams)

## Margaret, Non-Pro
- Prima televisiva: 3 novembre 1953
- Diretto da:
- Scritto da:

### Trama
- Interpreti: Jean Hagen (Margaret Williams), Rusty Hamer (Rusty Williams), Sherry Jackson (Terry Williams), Danny Thomas (Danny Williams)

## The Visiting Englishman
- Prima televisiva: 10 novembre 1953
- Diretto da:
- Scritto da:

### Trama
- Interpreti: Danny Thomas (Danny Williams), Rusty Hamer (Rusty Williams), Louise Beavers (Louise), Jesse White (Jesse Leeds), Jean Hagen (Margaret Williams), John Hoyt (Montague Brooks), Sherry Jackson (Terry Williams)

## The Sea Captain
- Prima televisiva: 17 novembre 1953
- Diretto da:
- Scritto da:

### Trama
- Interpreti: Edgar Buchanan (capitano Chris), Jean Hagen (Margaret Williams), Rusty Hamer (Rusty Williams), Sherry Jackson (Terry Williams), Danny Thomas (Danny Williams)

## Thanksgiving Story
- Prima televisiva: 24 novembre 1953
- Diretto da:
- Scritto da:

### Trama
- Interpreti: Jean Hagen (Margaret Williams), Rusty Hamer (Rusty Williams), Sherry Jackson (Terry Williams), Danny Thomas (Danny Williams)

## Last Dollar
- Prima televisiva: 1º dicembre 1953
- Diretto da:
- Scritto da:

### Trama
- Interpreti: Jean Hagen (Margaret Williams), Rusty Hamer (Rusty Williams), Sherry Jackson (Terry Williams), Danny Thomas (Danny Williams)

## Margaret's Job
- Prima televisiva: 8 dicembre 1953
- Diretto da:
- Scritto da:

### Trama
- Interpreti: Jean Hagen (Margaret Williams), Rusty Hamer (Rusty Williams), Sherry Jackson (Terry Williams), Danny Thomas (Danny Williams)

## Wonderland
- Prima televisiva: 15 dicembre 1953
- Diretto da:
- Scritto da:

### Trama
- Interpreti: Danny Thomas (Danny Williams), Jean Hagen (Margaret Williams), Sherry Jackson (Terry Williams), Rusty Hamer (Rusty Williams), Spring Byington (Eloise Adams), Harvey Lembeck (Chips Collins), Dayton Lummis (Roger Grayson)

## Christmas
- Prima televisiva: 22 dicembre 1953
- Diretto da:
- Scritto da:

### Trama
- Interpreti: Jean Hagen (Margaret Williams), Rusty Hamer (Rusty Williams), Sherry Jackson (Terry Williams), Patti Moore (Patti), Danny Thomas (Danny Williams), Tom Tully (Tom Kelly)

## Toledo
- Prima televisiva: 29 dicembre 1953
- Diretto da:
- Scritto da:

### Trama
- Interpreti: Jean Hagen (Margaret Williams), Rusty Hamer (Rusty Williams), Sherry Jackson (Terry Williams), Danny Thomas (Danny Williams)

## Margaret's Jealousy
- Prima televisiva: 5 gennaio 1954
- Diretto da:
- Scritto da:

### Trama
- Interpreti: Jean Hagen (Margaret Williams), Rusty Hamer (Rusty Williams), Sherry Jackson (Terry Williams), Adele Jergens (Movie Star), Danny Thomas (Danny Williams)

## Terry for President
- Prima televisiva: 12 gennaio 1954
- Diretto da:
- Scritto da:

### Trama
- Interpreti: Jean Hagen (Margaret Williams), Rusty Hamer (Rusty Williams), Sherry Jackson (Terry Williams), Danny Thomas (Danny Williams)

## True Blue Benny
- Prima televisiva: 19 gennaio 1954
- Diretto da:
- Scritto da:

### Trama
- Interpreti: Jean Hagen (Margaret Williams), Rusty Hamer (Rusty Williams), Sherry Jackson (Terry Williams), Danny Thomas (Danny Williams)

## Rusty Runs Away
- Prima televisiva: 26 gennaio 1954
- Diretto da:
- Scritto da:

### Trama
- Interpreti: Jean Hagen (Margaret Williams), Rusty Hamer (Rusty Williams), Sherry Jackson (Terry Williams), Danny Thomas (Danny Williams)

## The Professor
- Prima televisiva: 2 febbraio 1954
- Diretto da:
- Scritto da:

### Trama
- Interpreti: Jean Hagen (Margaret Williams), Rusty Hamer (Rusty Williams), Sherry Jackson (Terry Williams), Glenn Langan (professore), Danny Thomas (Danny Williams)

## Burlesque
- Prima televisiva: 9 febbraio 1954
- Diretto da:
- Scritto da:

### Trama
- Interpreti: Jean Hagen (Margaret Williams), Rusty Hamer (Rusty Williams), Sherry Jackson (Terry Williams), Danny Thomas (Danny Williams)

## Black Eyes
- Prima televisiva: 16 febbraio 1954
- Diretto da:
- Scritto da:

### Trama
- Interpreti: Jean Hagen (Margaret Williams), Rusty Hamer (Rusty Williams), Sherry Jackson (Terry Williams), Danny Thomas (Danny Williams)

## Margaret's Birthday
- Prima televisiva: 23 febbraio 1954
- Diretto da:
- Scritto da:

### Trama
- Interpreti: Danny Thomas (Danny Williams), Jean Hagen (Margaret Williams), Sherry Jackson (Terry Williams), Rusty Hamer (Rusty Williams), Ben Lessy (Benny), Harvey Lembeck (Chips), Shirley Mitchell (Helen), Jacqueline deWit (Elvira), Marianne Stewart (Grace)

## The Matchmaker
- Prima televisiva: 2 marzo 1954
- Diretto da:
- Scritto da:

### Trama
- Interpreti: Danny Thomas (Danny Williams), Jean Hagen (Margaret Williams), Rusty Hamer (Rusty Williams), Sherry Jackson (Terry Williams)

## Night Club
- Prima televisiva: 9 marzo 1954
- Diretto da:
- Scritto da:

### Trama
- Interpreti: Jean Hagen (Margaret Williams), Rusty Hamer (Rusty Williams), Sherry Jackson (Terry Williams), Danny Thomas (Danny Williams)

## Terry's Career
- Prima televisiva: 25 marzo 1954
- Diretto da:
- Scritto da:

### Trama
- Interpreti: Jean Hagen (Margaret Williams), Rusty Hamer (Rusty Williams), Sherry Jackson (Terry Williams), Danny Thomas (Danny Williams)

## School Festival
- Prima televisiva: 23 marzo 1954
- Diretto da:
- Scritto da:

### Trama
- Interpreti: Jan Clayton, Jean Hagen (Margaret Williams), Rusty Hamer (Rusty Williams), Sherry Jackson (Terry Williams), Danny Thomas (Danny Williams)

## Rusty's Pal
- Prima televisiva: 30 marzo 1954
- Diretto da:
- Scritto da:

### Trama
- Interpreti: Jean Hagen (Margaret Williams), Rusty Hamer (Rusty Williams), Sherry Jackson (Terry Williams), Danny Thomas (Danny Williams)

## Julia's Birthday
- Prima televisiva: 6 aprile 1954
- Diretto da:
- Scritto da:

### Trama
- Interpreti: Nana Bryant (Julia), Jean Hagen (Margaret Williams), Rusty Hamer (Rusty Williams), Sherry Jackson (Terry Williams), Danny Thomas (Danny Williams)

## Pittsburgh
- Prima televisiva: 13 aprile 1954
- Diretto da:
- Scritto da:

### Trama
- Interpreti: Jean Hagen (Margaret Williams), Rusty Hamer (Rusty Williams), Sherry Jackson (Terry Williams), Marie McDonald, Danny Thomas (Danny Williams)

## Danny's Vacation
- Prima televisiva: 20 aprile 1954
- Diretto da:
- Scritto da:

### Trama
- Interpreti: Jean Hagen (Margaret Williams), Rusty Hamer (Rusty Williams), Sherry Jackson (Terry Williams), Danny Thomas (Danny Williams)